# Théâtre Rhinoceros
Théâtre Rhinoceros ou Théâtre Rhino est un théâtre gay et lesbien situé à San Francisco fondé au printemps 1977 par Lanny Baugniet qui en est devenu le directeur général et son partenaire Allan B. Estes, Jr. en qualité de directeur artistique. Il s'agit d'une compagnie de théâtre à but non lucratif destinée à la production de pièces de théâtre par et sur les homosexuels et les lesbiennes.
Le Théâtre Rhinocéros est la première compagnie de théâtre gay  à employer des comédiens sous contrat saisonnier. L'Assemblée de l'État de Californie a reconnue la Compagnie à l'occasion de son vingt-cinquième anniversaire puis en tant qu'organisation pionnière lors du vingt-cinquième anniversaire du souvenir du superviseur assassiné de San Francisco, Harvey Milk.

## Histoire
Leur première production, montée en août 1977, fut The Madness of Lady Bright de Lanford Wilson, présentée au Gay Community Center (alors situé au 330 Grove Street à San Francisco, aujourd'hui site du Performing Arts Parking Garage), produit par Lanny Baugniet, et réalisé par Allan B. Estes.
Cette première saison se poursuit avec Gays at Play, Stone Rhino, Gayhem et The Laundry de David Guerdon, réalisé par Baugniet. Des productions à petits budgets qui doublent chaque année pendant les 7 premières années d'exploitation jusqu'à atteindre 250 000 $ à la saison 1983-1984.

### Saison 1978-1979
Gays at Play ouvre la saison 1978-1979 Il s'agit d'une adaptation de deux pièces : The Baptism de LeRoi Jones (réalisé par Estes) et Para de Noya de Fred Puliafito (réalisé par Baugniet).
La production suivante fût un succès monumental et permit à la Compagnie de remporter son premier Cable Car Award avec West Street Gang de Doric Wilson (joué au bar en cuir South of Market The Black & Blue). Le Théatre Rhinocéros peut s'établir dans sa première maison au Goodman Building au 1115 Geary Rue.
La saison s'est clôturée avec Male Rites, spectacle comprenant Downtown Local de CD Arnold , Hell, I Love You de Robert Chesley, The Great Nebula in Orion de Lanford Wilson et Richmond Jim de Cal Yeomans, dont la production a également tourné à New York.

### Saison 1979-1980
La saison 1979-1980 est consacrée à  Robert Patrick avec un festival de pièces de théâtre : See Other Side, Fred and Harold, The Loves of the Artists, Haunted Host, Kennedy's Children, T-Shirts et My Cup Ranneth Over . La saison s'est clôturé avec A Perfect Relationship de Doric Wilson.
Lanny Baugniet avait obtenu des subventions pour la compagnie de théâtre naissante de la ville et du comté de San Francisco, du California Arts Council et du National Endowment for the Arts, et il avait avec succès, lancé une campagne d'abonnement à l'American Conservatory Theatre dans la région de la baie de San Francisco.

### Saison 1980-1981
Le programme de la saison 1980-1981 : Forever After de Doric Wilson, Power Lines de Joel Schwartz, The Dear Love of Comrades de Noel Grieg, The International Stud de Harvey Fierstein, Kitchen Duty et American Coffee de Victor Bumbalo, et News Boy d' Arch Brown.
Cette année là, le théâtre Rhinoceros a inauguré son studio de théâtre avec The Line Forms to the Rear de Cal Yeomans et Beer and Rhubarb Pie de Dan Curzon, et a recruté un directeur technique Raleigh Waugh, son troisième employé.

### Saison 1981-1982
La saison 1981-1982 s'est ouverte avec Dinosaurs de CD Arnold, la production finale au Goodman Building. Puis la compagnie a emménagé au 2926 16th Street, dans ses quartiers du Redstone Building.
Fugue in a Nursery de Harvey Fierstein sur la scène principale et Stray Dog Story de Robert Chesley en studio sont  en inauguration les premières productions du nouveau théâtre de la compagnie. Les principales productions scéniques jouées cette année-là sont Pogey Bait de George Birimisa, Street Theatre de Doric Wilson, Design for Living de Noël Coward et une renaissance de T-Shirts.

### Saison 1982-1983
En 1982-1983 la programmation de la saison sur la scène principale :  Sins of the Father de Robert Graham, My Blue Heaven de Jane Chambers, une reprise de A Perfect Relationship, The Enclave d'Arthur Laurents, Niagara Falls de Victor Bumbalo, King of the Crystal Palace de CD Arnold (l'un des premiers a produire des pièces de théâtre pour lutter contre le SIDA ).

### Saison 1983-1984
La saison 1983-1984 de la scène principale Fortune de Bill Russell, Vieux Carré  de Tennessee Williams, A Late Snow de Jane Chambers, Crystal Blaze de Richard Benner, Safe Light de Adele Prandini, 5th of July de Lanford Wilson  (Allan B. Estes est mort du SIDA pendant la course de cette pièce), et Bad Drama de Richard Gray.
Après la mort d'Allan Estes, Lanny Baugniet se retire de la vie publique et cède le théâtre à son personnel.
Lanny Baugniet a produit plus d'une centaine de titres pour la compagnie de théâtre dont les productions en studio et les lectures mises en scène, Ses documents sont conservés par la GLBT Historical Society à San Francisco et la Bancroft Library de l'Université de Californie à Berkeley.

### 1984–1990
Sous la direction artistique de Kristine Gannon (1984-1987), The Théatre Rhinocéros a poursuivi l'action de Allan B. Estes engagé à explorer l'impact du SIDA sur la communauté gay. Le théatre  a produit plusieurs nouvelles pièces importantes : 
Life of the Party and The Baddest of Boys de Doug Holsclaw , Quisbies de Leland Moss, Passing de Robert Pitman, Soul Survivor de Anthony Bruno et le Henry Mach de Paul Katz (ne pas confondre avec le violoncelliste Paul Katz ), la comédie musicale Dirty Dreams de Clean-Cut Kid, ainsi que des classiques cultes comme Women Behind Bars de Tom Eyen.
The AIDS Show : Artists Involved with Death and Survival  et une version actualisée intitulée Unfinished Business dont a été tiré un documentaire PBS de Rob Epstein et Peter Adair.
Charles Solomon (1987-1988) et Kenneth R. Dixon (1988-1990) ont repoussé les limites de l'inclusivité du Théatre Rhinocéros en mettant en scène plusieurs productions afro-américaines.

### 1990–1999
Sous la direction de la directrice artistique Adele Prandini (1990-1999), le théatre Rhinocéros à l'occasion de ses quinzième et vingtième anniversaires, s'est vu attribuer les éloges  de la ville et du comté de San Francisco, de la ville de Berkeley et de l'État de Californie. Le Théatre  a noué des partenariats avec de nombreux groupes dont Luna Sea, Teatro de la Esperanza, Black Artists Contemporary Cultural Experience, The Asian AIDS Project et le Latino/a AIDS Festival.
Adèle Prendini et Doug Holsclaw font partie de ceux qui ont contribué à la renommée du théatre Rhinocéros.
Adèle Prandini  comme force artistique en écrivant et réalisant Coconut, en réalisant Porcelain et Beyond Bagdad de Chay Yew, une comédie musicale à succès écrite par Pamela Forrest et Doug Holsclaw.
Doug Holsclaw est resté l'écrivain masculin le plus important du Théatre Rhino, avec des œuvres telles que Don't Make Me Say Things that will Hurt You, réalisée par Sabin Epstein, Out Calls Only, The Plunge et The Sensational Sin Sisters réalisées par Prandini. The Last Hairdresser réalisée par Danny Scheie, a remporté un Critics Circle Award pour la meilleure nouvelle pièce.
Produit à l'automne 1993, Jumping the Broom est une collection de sketches abordant le thème du mariage homosexuel, de l'engagement et du partenariat domestique.

### 1999–2003
entre 1999 et 2003, les nouvelles œuvres de Marga Gomez, Latin Hustle, Jason Post, John Fisher, F. Allen Sawyer, Marvin White et Guillermo Reyes ont toutes été présidées par Doug Holsclaw lors de la première.
Le vingt-cinquième anniversaire a été célébrée durant toute la saison avec des œuvres en première mondiale de Johari Jabir, Sara Moore, John Fisher, Kate Bornstein et Ronnie Larsen ainsi que des performances spéciales de Kate Clinton et Gomez.

### 2004–2009
Allan Estes souhaitait développer et produire des œuvres théâtrales qui éclairent, enrichissent et explorent tous les aspects de la communauté gay. Le Théâtre Rhinocéros guidé par son directeur artistique John Fisher s'est attaché à poursuivre son œuvre avec :
- en 2004 : Single Spies d'Alan Bennett co-réalisé par John Fisher et Jeffrey Hartgraves. Première mise en scène américaine intégrale avec deux actes remaniés en un seul : An Englishman Abroad et A Question of Attribution. Avec Libby O'Connell, Matt Weimer, Greg Lucey et Dominick Marrone.
- en 2005 : Une farce classique de Holiday production The Man Who Came to Dinner de George S. Kaufman et Moss Hart, mettant en vedette une palette d'acteurs locaux, les plus connus de la région de la baie dont Floriana Alessandria, David Bicha, PA Cooley, Matthew Martin, Kim Larsen, Matt Weimer, Libby O'Connell et Jeffrey Hartgraves.
- en 2006 le film acclamé par la critique Family Jewels: the Making of Veronica Klaus de Jeffrey Hartgraves et Veronica Klaus, réalisé par Jeffrey Hartgraves. Cette production a de nouveau concouru en 2007.
- 2007 se caractérise par l'innovation et l'expérimentation avec la création par The Studio Project de There's Something About Marriage  conçu et créé par John Fisher, David Bicha et Maryssa Wanlass avec des camées de Drew Todd, Jeffrey Hartgraves et Matthew Martin qui ont exploré les problèmes et les opinions entourant le thème du mariage gay. Cette année a également vu la première mise en scène de Shark Bites, un spectacle presque solo écrit et interprété par Jeffrey Hartgraves, réalisé par Libby O'Connell et mettant en vedette Drew Todd, PA Cooley, David Bicha, David Mahr et TJ Lee. Ce spectacle a de nouveau concouru en 2008.

### 2009-présent
En 2009 le loyer étant devenu trop onéreux et pour faire face à la crise économique, le Théâtre Rhinocéros quitte le bâtiment Redstone. Préférant aller au devant du public et produire ses  spectacles dans plusieurs lieux à travers San Francisco, principalement au Gateway Théatre (anciennement siège de la Eureka Theatre Company ) au 215 Jackson Street.